# Mesosa incongrua
Mesosa incongrua là một loài bọ cánh cứng trong họ Cerambycidae.